# Esther Cañadas
Esther Cañadas (Albacete; 4 de marzo de 1977) es una modelo y actriz española.

## Biografía
Nació en Albacete el 4 de marzo de 1977. En su etapa de la infancia estudio en el colegio de la Albufereta de Alicante. A los 15 años, se trasladó a Barcelona para empezar en el mundo de la moda. Dos años más tarde viajó a Nueva York para presentarse al concurso de Supermodelo. Cañadas ha desfilado en numerosas pasarelas como las de París, Milán o Nueva York, para marcas como Chloé, Gucci, Dolce & Gabbana, Versace, Chanel, Michael Kors, Calvin Klein, Alexander McQueen, Yves Saint Laurent, Valentino, Moschino, Victoria's Secret y Givenchy. Fue la musa de la diseñadora estadounidense Donna Karan, y ha sido la imagen de Donna Karan (y DKNY), Emporio Armani, Versace y Gianfranco Ferré. Cañadas ha sido en las portadas de los más importantes periódicos internacionales como también Vogue, Harper's Bazaar, Marie Claire  trabajando con fotógrafos como Steven Meisel, Helmut Newton, Peter Lindbergh, Richard Avedon, Ellen Von Unwerth, Herb Ritts.
En 1999 Cañadas hizo su debut en el cine actuando en la película The Thomas Crown Affair junto a los actores Pierce Brosnan y Rene Russo.
Posteriormente, en abril de 2007, también se casó con el piloto de MotoGP Sete Gibernau en una masía de Gerona. Sin embargo, un año después de la boda y tras cuatro de convivencia, la pareja decidió finalizar su matrimonio.
En diciembre de 2014, nació su primera hija, llamada Galia Santina.
En febrero de 2020 hizo su regreso a las pasarelas desfilando en el Gran Finale de Balmain.
En 2024 participó en Mask Singer: Adivina quién canta, llegando a la semifinal bajo el disfraz de Rinoceronte, donde cantó en dueto con Chenoa.

## Filmografía
- 1999, The Thomas Crown Affair como Anna Knutzhorn.
- 2001, Torrente 2: Misión en Marbella en un cameo.
- 2003, Trileros como Lola